# 윤흥정
윤흥정(尹興禎, 1926년 10월 26일 ~ 2002년 9월 15일)은 대한민국의 군인, 정치인, 국영기업인이다. 

## 일생

### 어린 시절
일제강점기 평안북도 초산에서 출생하였으며 평안북도 의주에서 잠시 유년기를 보내기도 하였다. 1929년 이후 경성부에서 성장하였다.

### 학력
- 1945년 평안남도 평양제1고등보통학교 졸업
- 1949년 대한민국 육군사관학교 8기
- 1951년 대한민국 육군보병학교
- 1952년 대한민국 육군기갑학교
- 1959년 대한민국 육군대학
- 1961년 대한민국 국방대학교 행정학사 6기
- 1972년 서울대학교 행정대학원 행정학 석사

### 주요 경력
- 1974년 합동참모본부 정보국 국장(당시 육군 소장)
- 1975년 합동참모본부 정보국 국장 재직 중 육군 중장 진급
- 1976년 육군 5군단장
- 1978년 육군교육사령관
- 1980년 육군 중장 예편
- 1980년 제29대 체신부 장관
- 1980년 체신부 장관 직위 퇴임
- 1984년 구미수출산업공단 이사장
- 1987년 구미수출산업공단 이사장 직위 퇴임
- 1988년 신민주공화당 특임촉탁위원
- 1995년 자유민주연합 특임행정위원

## 윤흥정이 등장한 작품

### 텔레비전 드라마
- 《제5공화국》(MBC 문화방송, 2005년) - (배우: 박영태)